# Struis
Struis is een biologisch bier van Brouwerij 't IJ te Amsterdam. Struis is een gerstewijn, een zwaar donker bovengistend bier van 9% alcohol met een donkere en zoete smaak.